# Werner Schmauch

Porträt Werner Schmauch

Werner Schmauch (* 12. März 1905 in Herischdorf, Landkreis Hirschberg im Riesengebirge; † 24. Mai 1964 in Greifswald) war ein deutscher evangelischer Theologe, Hochschullehrer für Neues Testament und Dekan.

## Leben
Schmauch war der Sohn eines preußischen Oberpostsekretärs und der Tochter eines Gutsbesitzers, die eine spannungsreiche Ehe führten, denn Sohn Werner erinnerte sich, dass er als einziges Kind schon früh zwischen den Eltern vermitteln musste. Sein Leben wurde ihm außerdem erschwert durch eine Rückgratverkrümmung. Nach dem Abschluss der Volksschule besuchte er die Oberrealschule in Hirschberg, wo er 1924 seine Abiturprüfung ablegte. Werner wurde von seiner Mutter, die in ihrer kirchlichen Gemeinschaft aktiv tätig war, christlich geleitet. Ebenso hatte sein Konfirmator offensichtlich auf seine weitere Orientierung großen Einfluss. Er nahm ein Studium der evangelischen Theologie in Breslau auf und setzte es in Bethel, Tübingen, Halle und Rostock fort. In diesen Notzeiten, die von Folgen des Ersten Weltkrieges und von Inflation geprägt waren, litt der Student manchmal so großen Hunger, dass er infolge Auszehrung zusammenbrach. Auch das Nachholen der alten Sprachen, die er auf seiner Schule nicht erlernt hatte, führten ihn bisweilen bis an die Grenze eines Nervenzusammenbruchs.
Nach sieben Jahren Verlobungszeit heiratete er 1932 Charlotte Koeppe, die eine wesentliche Stütze für ihn war. Sie hat ihren Mann um 34 Jahre überlebt.
Schon im Jahre 1931 hatte Schmauch bei dem Neutestamentler Ernst Lohmeyer promoviert und wurde am 5. Juli 1932 in Breslau zum Pfarrer ordiniert. Zu Ernst Lohmeyer bestand nicht nur eine Lehrer-Schüler-Beziehung, sondern auch ein freundschaftliches und fast familiär zu nennendes Verhältnis, denn Lohmeyer wurde auch der Patenonkel von Sohn Werner-Christoph, einem ihrer Kinder.
Nach seinem Vikariat wurde Schmauch von 1933 bis 1945 Pfarrer in Groß Weigelsdorf bei Breslau. Er gehörte der Bekennenden Kirche an, und zwar ihrem „dahlemitischen“ Zweig an, der sich an der sogenannten Naumburger Synode orientierte. In ihrem Auftrag hielt er 1935 bis 1938 Vorlesungen über das Neue Testament. Schon im März 1935 kam es zu einer Verhaftung durch die Gestapo, die einen größeren Schlag gegen die nazifeindlichen Geistlichen führte. Zum Kriegsdienst war er wegen seiner Körperbehinderung ausgemustert worden. Mit Katharina Staritz, die seine Kommilitonin während des Studiums gewesen ist, war er freundschaftlich verbunden. Sie war ebenfalls Lohmeyer-Schülerin geworden und hatte aufgrund ihrer Bekenntnistreue Judenchristen versteckt oder ihnen im Büro Grüber zur Emigration verholfen. Deswegen wurde sie 1942 im KZ Ravensbrück interniert. Von 1938 bis 1945 war Schmauch als Dezernent für die theologische Ausbildung in Schlesien tätig.
Während des Zweiten Weltkrieges, als die drei Pfarrerskinder bereits zu Schulkindern herangewachsen waren, erlebten sie die Spannungen mit den Nazibehörden hautnah, denen ein Pfarrer, der im Kirchenkampf gegen die Deutschen Christen stand, ausgesetzt war. Sohn Christoph erinnerte sich mit Stolz an die Weigerung der Eltern, den sogenannten Hitlergruß zu erweisen. Die Schüler wurden deshalb beim Fahnenappell genötigt, diesen Gruß mehrfach vor der angetretenen Schüler- und Lehrerschaft zu üben.
Nach dem Ende des Krieges von 1946 bis 1947 war Schmauch unter schwierigsten Bedingungen Dekan des nunmehr polnisch verwalteten Niederschlesien, zunächst in Bad Warmbrunn, später in Breslau. Im Jahr 1948 übersiedelte die Familie nach Görlitz (SBZ). Schmauch wirkte bis 1950 als Mitglied der Kirchenleitung, aus der er jedoch wegen Meinungsverschiedenheiten über den künftigen Weg der schlesischen Kirche ausschied. Von 1950 bis 1951 war er Studienleiter des Sprachenkonvikts Berlin. Nach seiner Habilitation im Jahr 1952 war er bis 1954 Dozent für Neues Testament an der Humboldt-Universität in Berlin und danach bis 1964 Professor für Neues Testament in Greifswald. Von 1957 bis 1959 war er der Dekan der Theologischen Fakultät an der Ernst-Moritz-Arndt-Universität dieser Stadt.
Seit 1958 engagierte sich Werner Schmauch in der Christlichen Friedenskonferenz und wurde 1961 zu einem ihrer Vizepräsidenten gewählt.
Schmauch war verheiratet und Vater der Kinder Isa, Werner-Christoph, Werner-Friedmann und Werner-Traugott.

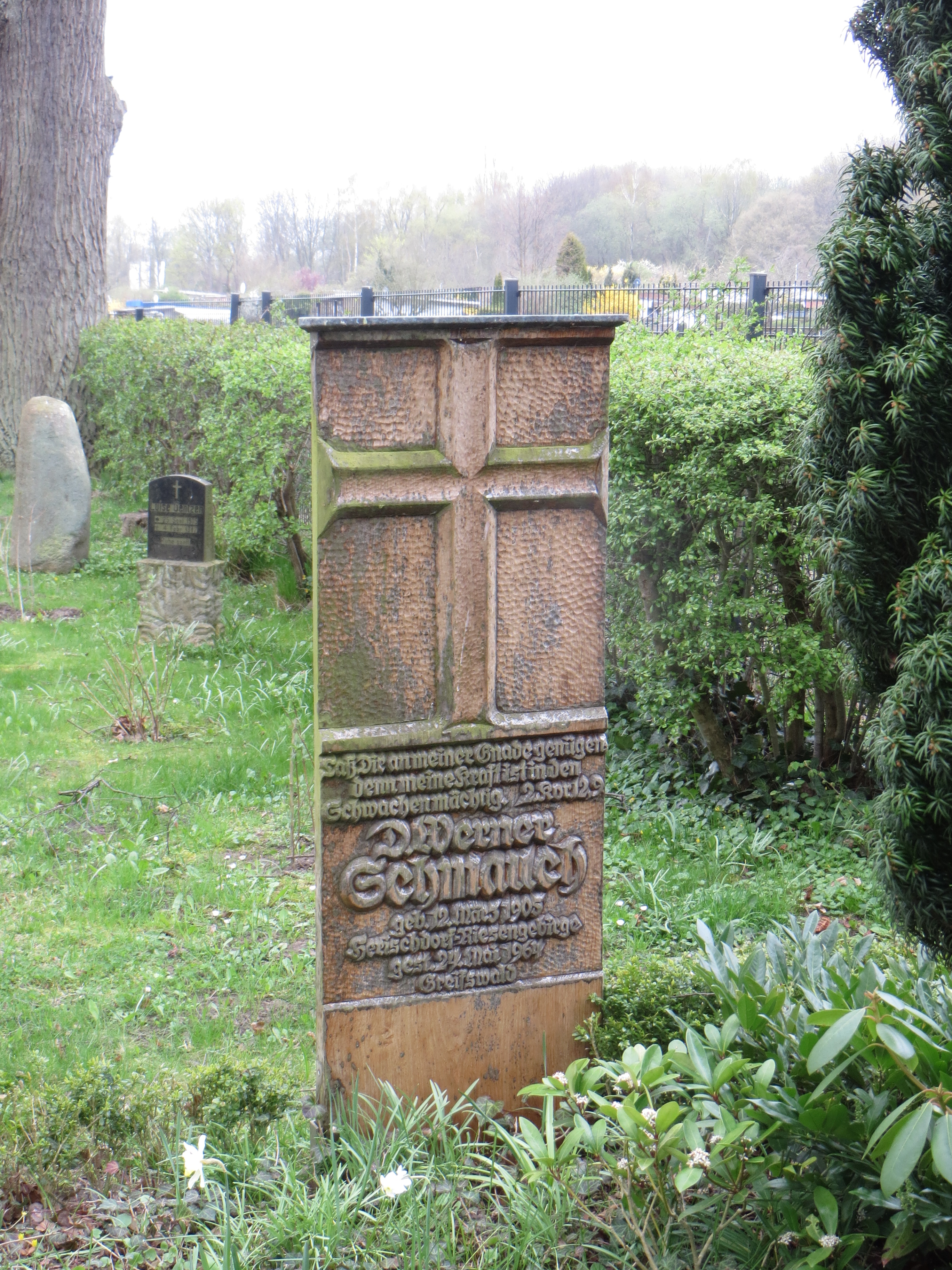
Grab Werner Schmauchs (2014)

Sein Grab befindet sich auf dem Friedhof der Bugenhagenkirche (Greifswald-Wieck).

## Werke
- In Christus (Neutestamentliche Forschungen I/9), Gütersloh 1935.
- Reaktion oder Bekennende Kirche? (Schriftenreihe der Bekennenden Kirche 3), Stuttgart 1949.
- Orte der Offenbarung und der Offenbarungsort im NT. Berlin 1956/Göttingen 1956.
- Beiheft zu Ernst Lohmeyer: Die Briefe an die Philipper, Kolosser und an Philemon. Göttingen 1964.
- Koexistenz? Proexistenz! (Evangelische Zeitstimmen 20), Hamburg 1964.
- ... zu achten aufs Wort. Ausgewählte Arbeiten. Hrsg. in Verbindung mit Christa Grengel und Manfred Punge von Werner-Christoph Schmauch, Berlin 1966/Göttingen 1967 (darin S. 137–143: Bibliographie Werner Schmauch).
- Hrsg. von: In memoriam Ernst Lohmeyer. Stuttgart 1951.
- Hrsg. von: Ernst Lohmeyer: Das Evangelium des Matthäus. Göttingen 1956, 2. Auflage 1958.